# Pterolophia pseudocaudata
Pterolophia pseudocaudata là một loài bọ cánh cứng trong họ Cerambycidae.